# Phrynobatrachus nanus
Phrynobatrachus nanus é uma espécie de anfíbio da família Petropedetidae.
Pode ser encontrada nos seguintes países: Chade e possivelmente na República Centro-Africana.
Os seus habitats naturais são: marismas de água doce e marismas intermitentes de água doce.